# Tottenville
Tottenville is een wijk van het New Yorkse stadsdeel Staten Island, Het is de meest zuidelijke wijk van de stad en de staat New York. Voor de annexatie van Staten Island was het een onafhankelijk dorp. In 1860 werd Tottenville het eindstation van de Staten Island Railway. Tot de jaren 1990 was het landelijk gebied. De wijk wordt bestuurd door de Staten Island Community Board 3.

## Geschiedenis
In 1676 kocht Christopher Billop 377 hectare grond in het uiterste zuiden van Staten Island. De plantage werd Manor of Bentley genoemd. Rond 1680 werd Conference House gebouwd als woonhuis. In 1684 werd een veerdienst opgericht met Perth Amboy in New Jersey, en vormde onderdeel van een hoofdroute tussen New York en Philadelphia. In 1767 vestigde John Totten zich in het dorp. Zijn zoon Joseph Totten zou een generaal in de Amerikaanse Revolutie worden.
Op 11 september 1776 werden in Conference House vredesonderhandelingen gehouden tussen de Britse admiraal Richard Howe en de Amerikaanse revolutionairen Benjamin Franklin en John Adams. De onderhandelingen waren niet succesvol, en de oorlog zou nog zeven jaar doorgaan. Na de overwinning van de Amerikanen werd Conference House geconfisqueerd door de staat New York.
In 1860 werd de Staten Island Railway doorgetrokken en werd station Tottenville geopend. In 1862 werd het een onafhankelijk dorp met een lokaal bestuur. In 1894 werd de naam gewijzigd in Tottenville ter ere van de familie Totten. In 1898 werd Staten Island geannexeerd door New York en werd het een wijk van New York. De economie van Tottenville was gebaseerd op scheepsbouw en -reparatie en oestervisserij.
In het begin van de 20e eeuw werd Tottenville een recreatiegebied voor de New Yorkers en werden hotels en amusementsparken aan het strand gebouwd. Het strand wordt tegenwoordig voornamelijk gebruikt door sportvissers. In 1928 werd de Outerbridge Crossing over Arthur Kill gebouwd en werd Staten Island met de weg verbonden met New Jersey. De veerdienst heeft tot 1963 gefunctioneerd.
Tottenville bleef lang een landelijk gebied met weinig inwoners. Tussen 1970 en 1990 nam het inwonersaantal met 20% toe, maar tussen 1990 en 2010 was er bijna een verdubbeling van het inwonersaantal, en werden veel grote villa's gebouwd in Tottenville.

## Demografie
De wijken Tottenville en Charleston vormen samen één censusgebied. In 2020 telden de wijken 16.089 inwoners. 82,0% van de bevolking is blank; 2,7% is Aziatisch; 0,8% is Afro-Amerikaans en 11,8% is Hispanic ongeacht ras of etnische groepering. In 2019 was het gemiddelde gezinsinkomen US$98.684, en ligt fors boven het gemiddelde van de stad New York ($72.108).

## Geboren
- Patti Hansen (1956), model en actrice[13]

## Galerij

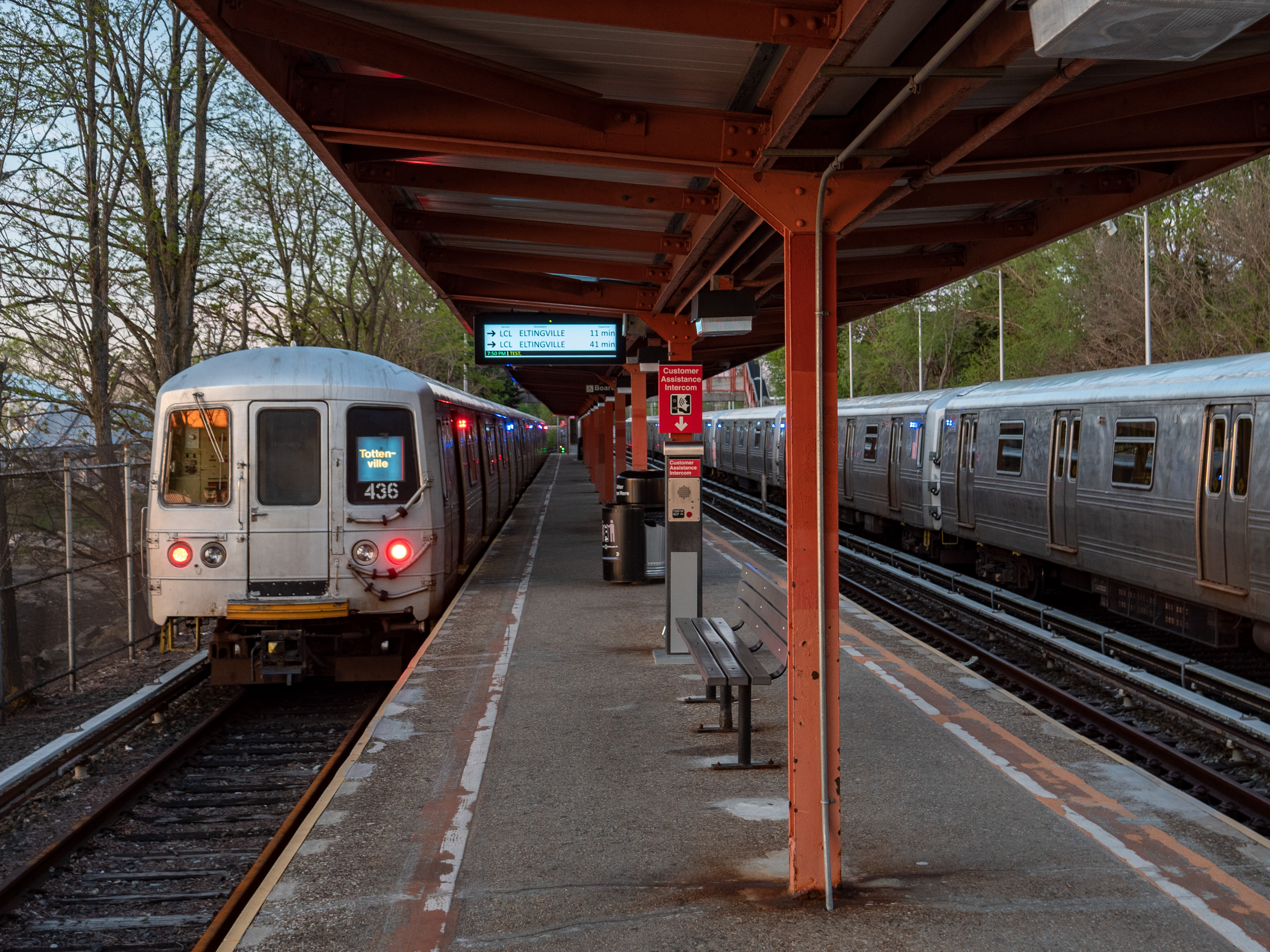
Eindstation Tottenville
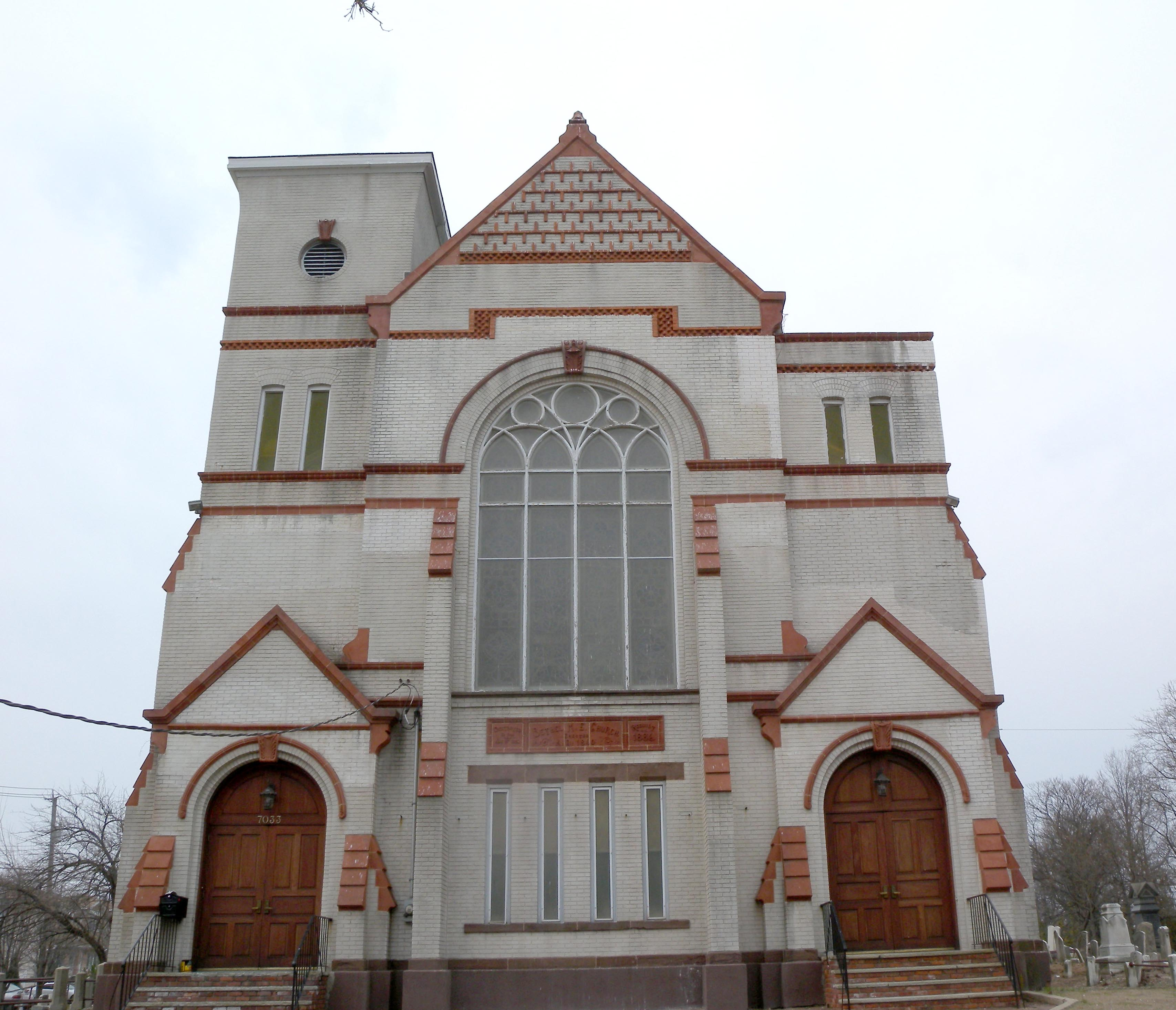
Methodistenkerk
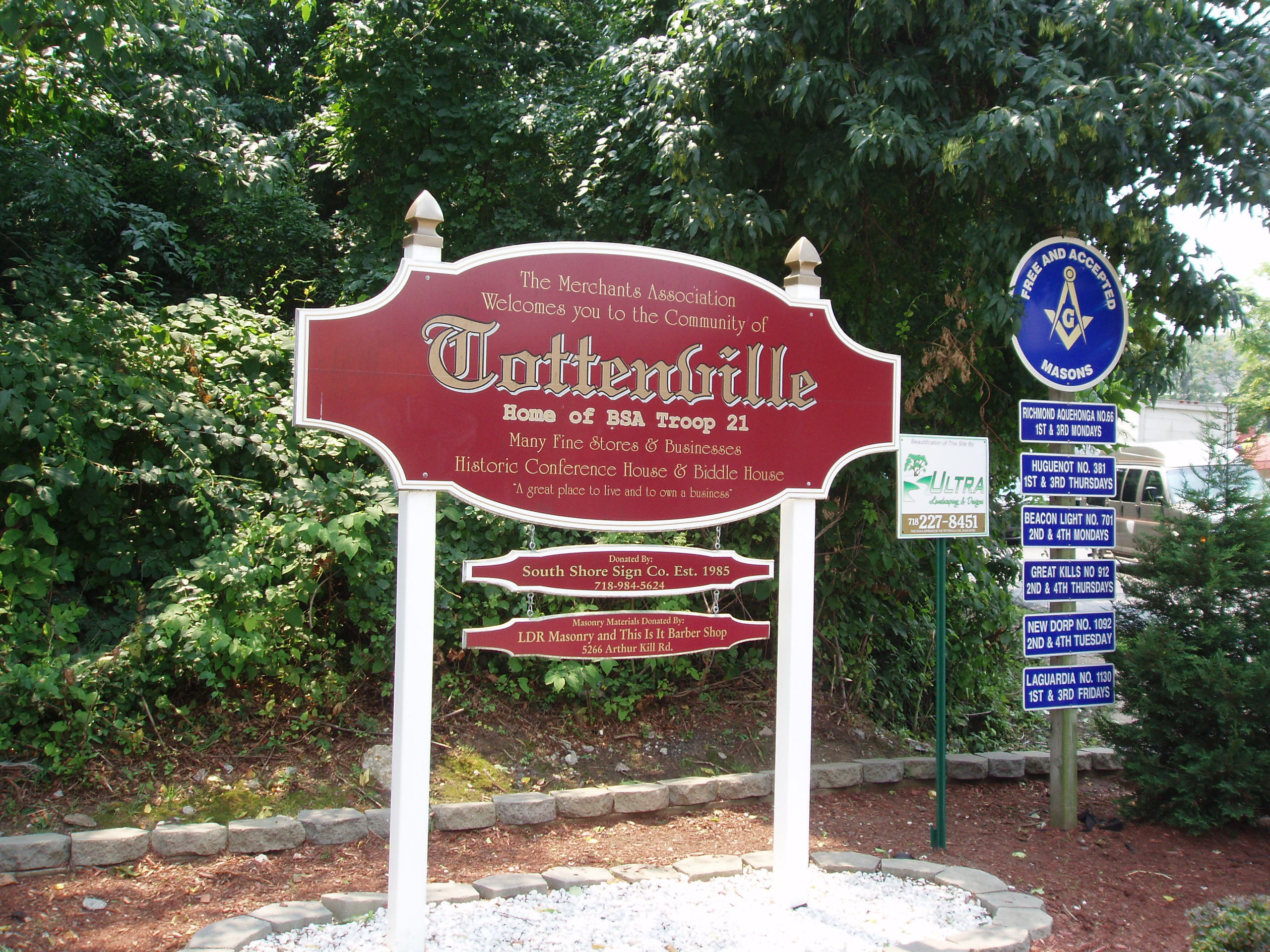
Toegangsbord van Tottenville
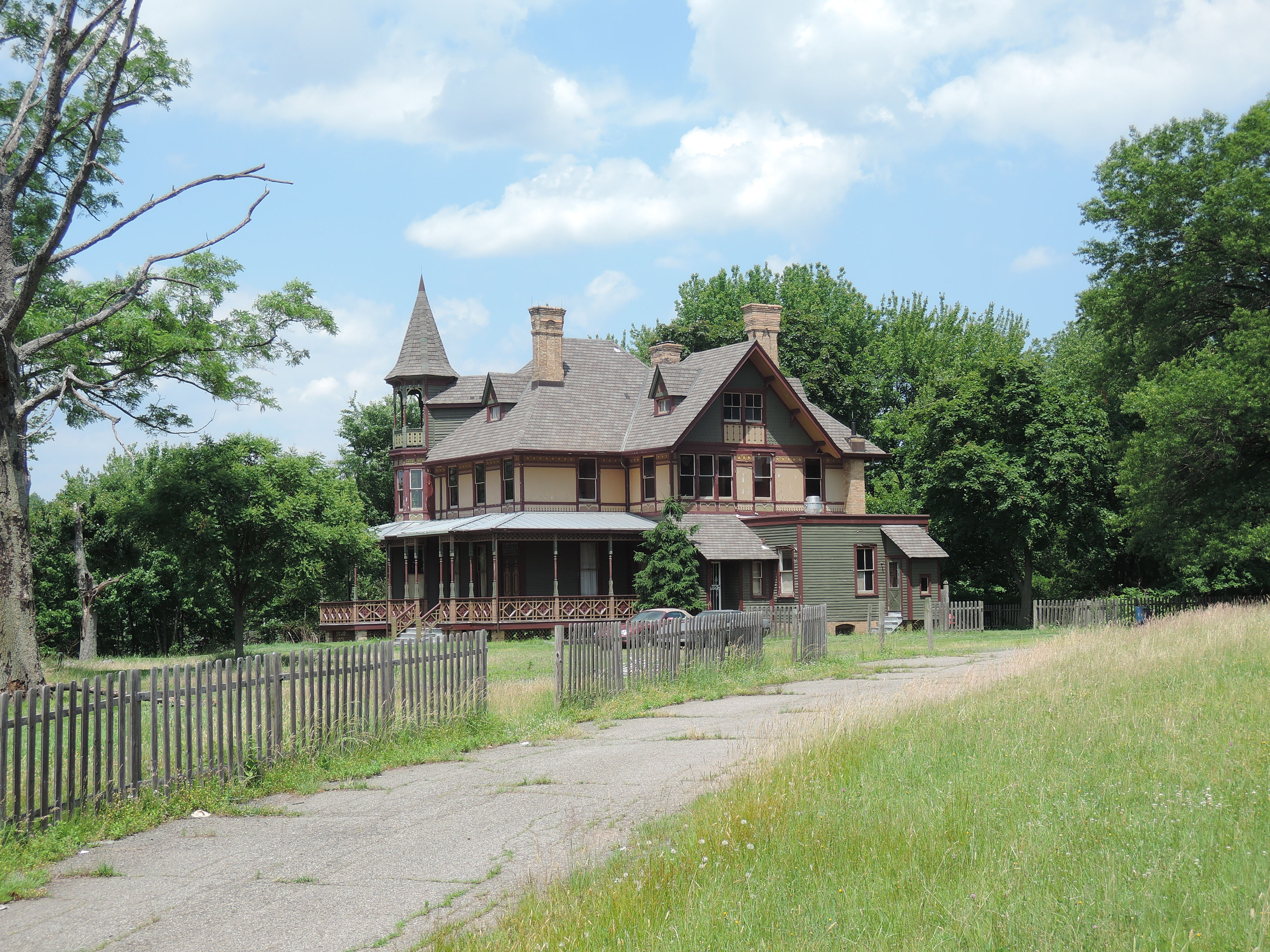
Kreischer House

Great Kills · New Dorp · Port Richmond · Rossville (Sandy Ground) · South Beach · St. George · Todt Hill · Tottenville